# UTC+14

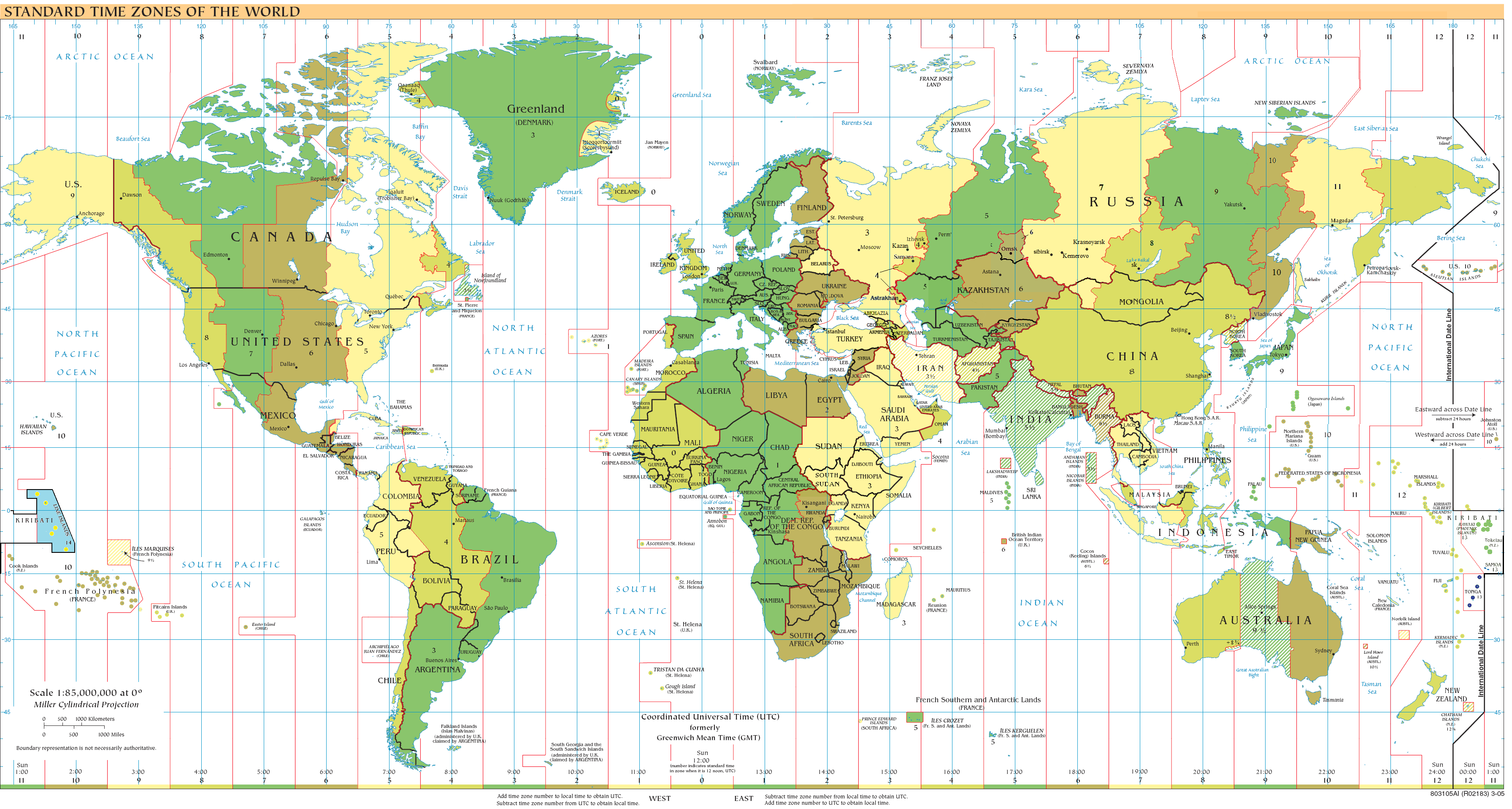
gehele jaar

UTC+14 is de tijdzone waar een nieuwe dag begint. UTC+14 wordt gebruikt in:
- Kiribati: Kiritimati en de andere Line-eilanden (Zone 3: Line-eilandentijd) (op zowel noordelijk als zuidelijk halfrond)

Het land kent geen zomertijd.
Tot 1995 lagen de eilandgroepen van Kiribati aan beide zijden van de internationale datumgrens, met als gevolg dat de helft van de eilanden een dag voorliepen op de rest. In 1995 liet de regering van Kiribati alle eilandengroepen afstemmen op de Aziatische tijd, waardoor de internationale datumgrens nu bij Kiribati een grote knik naar het oosten maakt.